# Chersotis schaferi
Chersotis schaferi là một loài bướm đêm trong họ Noctuidae.